# U-227
Unterseeboot 227 foi um submarino alemão do Tipo VIIC, pertencente a Kriegsmarine que atuou durante a Segunda Guerra Mundial.

## Comandantes
| Comandante           | Data                                       |
| -------------------- | ------------------------------------------ |
| Kptlt. Jürgen Kuntze | 22 de agosto de 1942 - 30 de abril de 1943 |

## Subordinação
Durante o seu tempo de serviço, esteve subordinado às seguintes flotilhas:
| Período                                   | Flotilha                                  |
| ----------------------------------------- | ----------------------------------------- |
| 22 de agosto de 1942 - 1 de abril de 1943 | 5. Unterseebootsflottille (treinamento)   |
| 1 de abril de 1943 - 30 de abril de 1943  | 7. Unterseebootsflottille (serviço ativo) |